# Heteronyx advena
Heteronyx advena är en skalbaggsart som beskrevs av Blackburn 1890. Heteronyx advena ingår i släktet Heteronyx och familjen Melolonthidae. Inga underarter finns listade i Catalogue of Life.